# Хаустово (Московская область)
Хаустово — деревня в Одинцовском районе Московской области, в составе сельского поселения Ершовское. Население 52 человека на 2006 год, в деревне числятся 3 садовых товарищества. До 2006 года Хаустово входило в состав Каринского сельского округа.

Братская могила советских воинов в Хаустово

Деревня расположена на северо-западе района, примерно в 12 километрах на запад от Звенигорода, на левом берегу реки Молодельни, высота центра над уровнем моря 202 м.
Впервые в исторических документах Хаустово встречается в писцовой книге 1558 года, как село Степанково, Хаустово тож, принадлежавшее Михаилу Игнатьевичу Салтыкову. По данным 1786 года, в сельце Хаустово значилось 198 ревизских душ, по Экономическим примечаниям 1800 года — 40 дворов, 230 душ мужского пола и 222 женского. На 1852 год в деревне числилось 48 двора, 237 душ мужского пола и 173 — женского, в 1890 году, в деревне Большое Хаустово — 357 человек (Малым Хаустовым назывались 2 господские усадьбы). По Всесоюзной переписи 17 декабря 1926 года существовали сёла Большое, Малое и Среднее Хаустово, в которых числилось 44 хозяйства и 204 жителя (Малое и Среднее Хаустово позже объединились в деревню Ивано-Константиновку). По переписи 1989 года в Хаустово было 30 хозяйств и 40 жителей.